# Hormilla
Hormilla és un municipi de la Rioja, a la regió de la Rioja Alta, 

## Geografia
En la Terra de Nájera, en la vall del riu Tuerto, s'enclava el terme municipal de Hormilla, el nucli del qual de població es troba a 522 m sobre el nivell del mar. <pertany al Partit Judicial de Nájera. S'organitza entorn del curs baix del riu Tuerto, al llarg del qual el paisatge va descendint suaument (500-550 m). El mateix presenta un modelatge en turons testimoni i pujols d'escassa altitud, que emmarquen els nivells de terrassa i la plana al·luvial del riu Tuerto. Cap al nord el relleu és més complex, culminant en els nivells alts del glacis de Salinillas (712 m).

## Economia
El 88% del municipi es correspon amb terrenys cultivables, tant en secà com en regadiu, encara que amb clar predomini del primer. Les 1.120 has. de secà s'ocupen per l'ordi, el blat, la patata, bleda-rave sucrera i vinya; Cultiu aquest que s'està estenent encara en els últims anys. Compte amb una de les més importants cellers de la zona "Cellers Ferviño", els brous dels quals han estat catalogats com d'excel·lents en diverses fires. La superfície de regadiu està ocupada per la bleda-rave sucrera i, fonamentalment, per la patata, l'extensió de la qual és de 207 has. sobre un total cultivable en tal règim de 294 hectàrees. El sector industrial està representat per petits tallers relacionats amb la metal·lúrgia i amb la mecànica de cotxes, la construcció, fàbrica de botifarres (molt conegudes i valorades en la zona), cellers vitícoles, etc., tots ells caracteritzats per acollir a molt pocs treballadors. Les bones vies de comunicació amb Nájera, Logronyo i Santo Domingo, resolen les deficiències comercials del municipi.